# Samding Dorje Phagmo

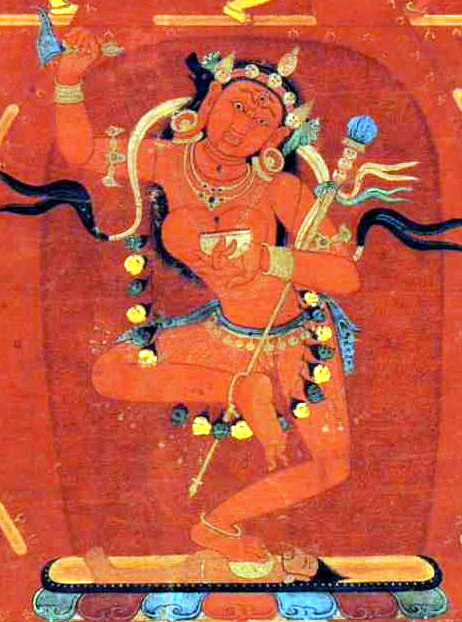
Dakini Vajravarahi

Samding Dorje Phagmo (tibétain : བསམ་སྡིང་རྡོ་རྗེ་ཕག་མོ་སྤྲུལ་སྐུ།, Wylie : bsam-sding rdo-rje-phag-mo sprul-sku, pinyin tibétain : Samding Dojêpagmo Zhügu signifiant littéralement : « La Truie de diamant », également appelée Dorje Phagmo, prononcer Dorjé Phakmo, Sanskrit: Vajravarahi, une forme de Vajrayogini; Wylie: rdo-rje phag-mo), est le nom d'une lignée de réincarnation au Tibet considérée comme émanation de Dorje Phagmo, conjointe de Heruka, une divinité courroucée. D'autres lignées de réincarnation importantes au Tibet sont celles des dalaï-lamas, panchen-lamas et karmapas. 

## La lignée
La lignée débuta au XVe siècle avec la princesse de Gungthang, Chokyi Dronma (Wylie: Chos-kyi sgron-me)(1422-1455) . Elle fut appelée Samding Dorje Pagmo (Wylie:bSam-lding rDo-rje phag-mo) et inaugura une lignée de femmes tulkus, de lama réincarnées. 
Chokyi Dronma, princesse du royaume indépendant de Gungthang dans le sud-ouest du Tibet, se maria dans la famille royale de la principauté du sud de Lato, mais renonça, après la mort de sa fille unique, à sa famille et à son statut royal pour devenir nonne bouddhiste aux environs de l'an 1442.
Chokyi Dronma fut une figure principale de la tradition bodongpa du bouddhisme tibétain. Elle est morte au monastère de Manmogang à Tsari au sud-est du Dakpo, à proximité de la frontière indienne, en 1455.
La 9e Dorje Phagmo - Choying Dechen Tshomo - est devenue un maître spirituel renommé non seulement pour Samding mais aussi pour la tradition Nyingmapa, et a découvert quelques terma et est décédée à Samye. La relique de son crâne, considérée comme sacrée, est conservée dans un monastère nyingmapa sur l'île de Yumbudo sur le lac Yamdrok-Tso .
Charles Alfred Bell a rencontré le tulku en 1920 et a pris des photographies d'elle, l'appelant Dorje Pamo dans son livre,.
| Génération | Nom                     | Dates       | Nom Han      | Hanyu pinyin             | Nom tibétain          | Translittération Wylie          |
| ---------- | ----------------------- | ----------- | ------------ | ------------------------ | --------------------- | ------------------------------- |
| 1re        | Chokyi Dronma           | 1424 – 1458 | 曲吉卓美     | qǔ jí zhuó měi           | ཆོས་ཀྱི་སྒྲོན་མེ་            | chos kyi sgron me               |
| 2e         | Kunga Sangmo            | 1459 – 1503 | 贡噶桑姆     | gòng gá sāng mǔ          | ཀུན་དགའ་བཟང་མོ་         | kun dga' bzang mo               |
| 3e         | Nyendra Sangmo          | 1504 – 1544 | 年扎桑姆     | nián zā sāng mǔ          | སྙན་གྲགས་བཟང་མོ་         | snyan grags bzang mo            |
| 4e         | Orgyen Tsomo            | 1545 – 1555 | 乌坚珠姆     | wū jiān zhū mǔ           | ཨོ་རྒྱན་གཙོ་མོ་            | o rgyan gtso mo                 |
| 5e         | Jetsün Thrinle Tsomo    | 1556 – 1610 | 卡举白姆     | kǎ jǔ bái mǔ             | མཁའ་སྤྱོད་དཔལ་མོ་         | mkha' spyod dpal mo             |
| 6e         | Dechen Thrinle Tsomo    | 1611 – 1677 | 赤来措姆     | chì lái cuò mǔ           | འཕྲིན་ལས་མཚོ་མོ་          | 'phrin las mtsho mo             |
| 7e         | Chödrön Wangmo          | 1678 – 1722 | 曲珍旺姆     | qǔ zhēn wàng mǔ          | ཆོས་སྒྲོན་དབང་མོ་          | chos sgron dbang mo             |
| 8e         | (Kesang) Chogden Wangmo | 1723 – 1772 | 德庆旺姆     | dé qìng wàng mǔ          | བདེ་ཆེན་དབང་མོ་          | bde chen dbang mo               |
| 9e         | Chöying Dechen Tsomo    | ？ – 1843   | 曲英德庆措姆 | qǔ yīng dé qìng cuò mǔ   | ཆོས་དབྱིངས་བདེ་ཆེན་མཚོ་མོ་   | chos dbyings bde chen mtsho mo  |
| 10e        | Ngawang Kunsang Wangmo  | 1857 – 1882 | 阿旺公桑旺姆 | ā wàng gōng sāng wàng mǔ | ངག་དབང་ཀུན་བཟང་དབང་མོ་  | ngag dbang kun bzang dbang mo   |
| 11e        | Thubten Chöying Pelmo   | 1889 – 1937 | 土登曲尼白姆 | tǔ dēng qǔ ní bái mǔ     | ཐུབ་བསྟན་ཆོས་དབྱིངས་དཔལ་མོ་ | thub bstan chos dbyings dpal mo |
| 12e        | Dechen Chökyi Drönme    | 1942 – ?    | 德庆曲吉珍美 | dé qìng qǔ jí zhēn měi   | བདེ་ཆེན་ཆོས་ཀྱི་སྒྲོན་མེ་      | bde chen chos kyi sgron me      |

## L'incarnation actuelle

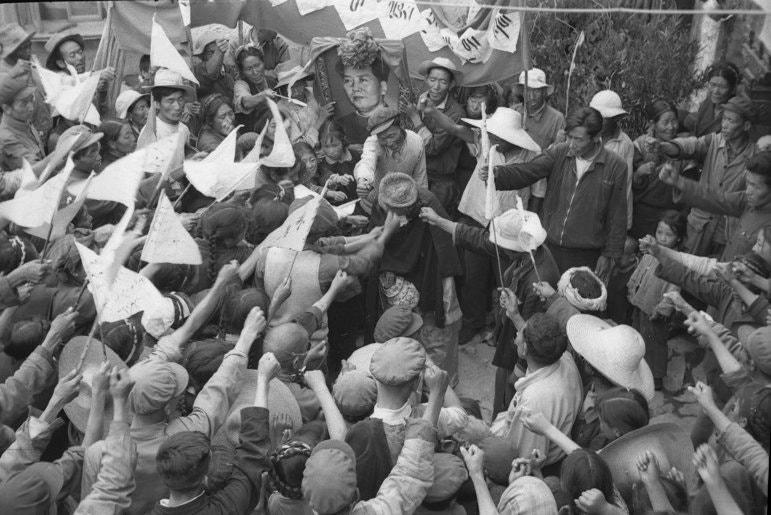
Samding Dorje Pamo durant la révolution culturelle

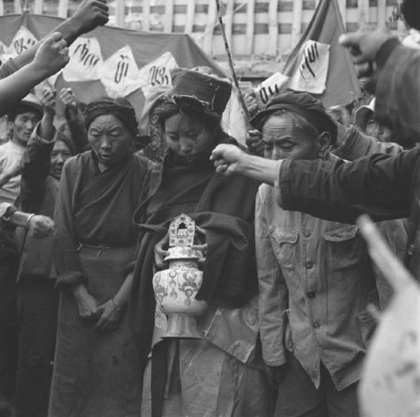
Samding Dorje Pamo et ses parents durant la révolution culturelle

La date exacte de la naissance de l'incarnation actuelle est contestée par Hildegard Diemberger, elle serait née un an avant le décès de la précédente incarnation.
Selon Hanna Havnevik, Dechen Choedon fut reconnue par le 14e dalaï-lama et le gouvernement du Tibet comme émanation de Dorje Phagmo (Vajravarahi) à l'âge de 5 ans, en 1947. Elle fut intronisée 12e Samding Dorje Phagmo, abbesse actuelle du monastère de Samding comme traditionnellement ses prédécesseurs,. Après l'intervention militaire chinoise au Tibet (1950-1951), elle devint vice-présidente de l' « association bouddhiste », dont le dalaï-lama était président, et le 10e panchen-lama, l'autre vice-président.  
Elle se rendit à Lhassa en 1958 et reçut les enseignements sur Yamantaka du dalaï-lama et Vajrayogini du tuteur cadet du dalaï-lama, Trijang Rinpoché,.
Elle reçut l'enseignement de la tradition bodongpa. Tout en étant à la tête du monastère de Samding, elle détient une haute fonction dans le gouvernement de la région autonome du Tibet, en conséquence de quoi elle a été accusée de « collaborer » avec le gouvernement chinois par les milieux exilés et leurs sympathisants,.
Le monastère de Samding fut détruit après 1959 mais est en cours de reconstruction.
La 12e Samding Dorje Phagmo partit en exil en 1959 à l'âge de 17 ans, puis, après être rentrée en Chine, devint vice-présidente de la Conférence consultative politique du peuple chinois de la région autonome du Tibet et membre de l’Assemblée nationale populaire. Heinrich Harrer affirme que par la suite, Dorje Phagmo vécut à Lhassa, se maria puis divorça et eut un enfant, mena joyeuse vie, et reçut un financement de l'état chinois.
Durant la Révolution culturelle elle est qualifiée de « monstre et démon », humiliée et battue lors de séances de lutte. Elle n'a alors que 24 ans et vient de donner naissance à son troisième enfant. Son mari, était un des fils de Kashopa. Ils ont finalement divorcé.
Résidant actuellement à Lhassa, elle s'est remariée et a trois enfants de son précédent mariage. Elle est également vice-présidente du Comité permanent du Parlement régional de la région autonome du Tibet.
Elle a condamné les émeutiers du 14 mars 2008 à Lhassa : « En voyant à la télévision un tout petit nombre de gens sans scrupules brûlant et fracassant des magasins, des écoles et le bien de la collectivité, brandissant des couteaux et des bâtons pour attaquer de malheureux passants, j'ai ressenti une surprise extrême, un chagrin profond et un ressentiment mêlé d'indignation », a-t-elle déclaré, ajoutant que « Les péchés du dalaï-lama et de ses partisans violaient gravement les enseignements et préceptes fondamentaux du Bouddhisme et nuisaient gravement à l'ordre normal et à la bonne réputation du Bouddhisme tibétain traditionnel ».